# Geogarypus fiebrigi
Geogarypus fiebrigi är en spindeldjursart som beskrevs av Beier 1931. Geogarypus fiebrigi ingår i släktet Geogarypus och familjen Geogarypidae. Inga underarter finns listade i Catalogue of Life.